# Gustave Courbet
Jean Désiré Gustave Courbet (født 10. juni 1819 i Ornans, ved Besançon, i Frankrig, død 31. december 1877 i La Tour-de-Peilz i Schweiz) var en fransk kunstmaler. Courbet er kendt som den første maler inden for kunstretningen ”realisme”, som han måske har navngivet. Courbet har en central placering blandt det 19. århundredets franske kunstmalere; som nyudvikler og som en kunstner, der ikke stod tilbage for at lave dristige sociale kommentarerer i sit arbejde.
I Danmark er Gustave Courbet repræsenteret på Statens Museum for Kunst, Ny Carlsberg Glyptotek og Ordrupgaard.
| „ | Jeg er halvtreds år gammel og har altid levet i frihed; lad mig ende mit liv frit; når jeg er død, lad dette være sagt om mig: «Han tilhørte ingen skole, ingen kirke, ingen institution, intet akademi, han tilhørte mindst af alt et regime, bortset fra frihedens regime.» | “ |
|   | — Jean Désiré Gustave Courbet |   |

## Realisme
Courbet var en produktiv maler, der hovedsageligt gjorde sig i figurative kompositioner, landskabsmalerier, havmotiver, stilleben og hverdagsmotiver. Grundet sit valg af motiver som inkluderede emner som ansås for vulgære: landdistrikternes borgerskab og bønder, og de fattiges arbejdsvilkår, blev han – og opsøgte han – kontroverser med de mere etablerede kunstnermiljøer. Hans arbejde kunne hverken indpasses i de fremherskende romantiske eller nyklassiske bevægelser. Historiske motiver, som parisersalonen anså for en kunstners højeste kald, interesserede ikke Courbet, som erklærede at; "en kunstner der står i et århundrede er basalt set ude af stand til at reproducere aspekter fra tidligere eller fremtidige århundreder ..." Han mente, at den eneste mulige kilde for en kunstner var kunstneres egen erfaring.
På trods af hans modvilje mod at være del af en klike, skole eller bevægelse, er hans arbejde blevet klassificeret som realisme på linje med de samtidige kunstnere Honoré Daumier og Jean-François Millet. Courbet stræbte ikke efter det formfuldendte eller perfekte udtryk, men derimod spontan og hårdhændet behandling af materialer, med hvilke han antydede kunsternes egen direkte observation af livets og verdenens uregelmæssigheder. Hans usentimentale realistiske skildringer af livet, som det blev observeret, udfordrede de samtidige akademiske ideer om, hvad der konstituerede god kunst.
Courbet blev født i 1819 som søn af Régis og Sylvie Oudot Courbet i byen Ornans i det franske departement Doubs. Familien, der drev et landbrug, var velhavende, men antiroyal. Courbets morfader havde deltaget i Den Franske Revolution mod monarken. I familien var også Courbets fire søstre, Zoé, Zélie og Juliette, som var de første til at stå model for hans tegninger og malerier.
I en alder af tolv kom han på et mindre seminarium i Ornans, hvor han modtog sin første kunstuddannelse af Antoine-Jean Gros. På forældrenes anmodning begyndte han i 1837 at studere jura ved Collège Royal i Besançon. I 1839 rejste han til Paris – officielt for at fortsætte jurastudiet ved Steuben & Hesse omend hans kunstinteresse og frihedssøgende personlighed snart tvang ham til at søge egne veje. Han udviklede derefter sit talent ved på egen hånd at studere spanske, flamske og franske malere og ved at male kopier af deres værker.
Han vendte ofte tilbage til fødebyen Ornans for at gå på jagt og fiske og finde inspiration.
Blandt hans første værker fra denne tid var en odalisk – kvindelige slavinde i tyrkisk harem. Et motiv inspireret af Victor Hugos forfatterskab og af George Sands novelle Lélia. Men dette imaginære motiv var lidt af en afvigelse blandt hans samlede værker, og han forlod dernæst også de litterære inspirationskilder for at koncentrere sig om motiver fra det virkelige liv.
Blandt hans malerier fra begyndelsen af 1840'erne er flere selvportrætter, hvor han optræder i forskellige roller, stadig med tydelige påvirkninger fra romantikken. Af dem er Selvportræt med sort hund (c. 1842-1844) – udstillet på Parisersalonen i 1844; Teatralsk selvportræt også kendt som Desperat mand (c. 1843-1845); De elskende i naturen (1844, Musée des Beaux-Arts, Lyon); Billedhuggeren (1845), Den sårede mand (1844-1845, Musée d'Orsay, Paris); Cellisten; (1847, Nationalmuseum, Stockholm); Manden med pibe (c. 1848-1849, Musée d'Orsay , Paris)
Rejser til Holland og Belgien i 1846-1847 styrkede Courbets tro på, at maleren burde skildre livet omkring sig, på samme vis som Rembrandt, Hals og andre hollandske mestre havde gjort. Fra 1848 havde Courbet vundet tilhængere blandt yngre kritikere, nyromanister og realister; især Jules Champfleury bakkede ham op. Courbet opnåede større anerkendelse efter en succes med maleriet Efter middagen på Ornans på Parisersalonen i 1849. Værket – der minder lidt om Chardin og Le Nain – gav Courbet en guldmedalje og blev købt af staten. Med guldmedaljen behøvede Courbet ikke længere en jurygodkendelse for at udstille på Parisersalonen (en særstilling Courbet nød godt af indtil 1857 da denne regel blev ændret).
I 1849 malede Courbet Stenhuggerne (Les Casseurs de pierres) – billedet gik tabt under det britiske luftbombardementet af Dresden i 1945. Billede blev beundret af Proudhon som et ikon for bondeliv og er kaldt "det første af hans store værker”. Courbet var blevet inspireret til billedet af en begivenhed, han havde observeret på en vej. Som han forklarede Champfleury og forfatteren Francis Wey: "Det er ikke ofte man møder et så komplet udtryk for fattigdom, så lige der fik jeg ideen til et maleri. Jeg bad dem komme til mit studie næste morgen"

## Begravelse i Ornans
Courbets endelige gennembrud som kunster kom i 1850, da han udstillede det monumentale maleri Begravelse i Ornans på Parisersalonen. Billedet, der måler over 3 m × 7 m, foremstiller en begravelse i Courbets hjemby, hvor billedets hovedpersoner er byens almindelige mænd og kvinder – "malet netop de mennesker, som havde været til stede ved begravelsen, alle byens borgere". I samtiden var det ellers kutyme at anvende skuespillere som modeller i historiske malerier. Resultatet blev en realistisk præsentation af indbyggerne og livet i Ornans.
Det at skildre almindelige menneskers hverdagsbegivenheder i en skala ellers forbeholdt kongelige vakte en del opsigt og medførte både voldsom fordømmelse og anerkendelse. Det franske publikum fik nu øjnene op for realismen, som talte til dem på en mere direkte facon, end den overdådige og idealiserede romantiske kunst formåede. Courbet udtalte om maleriet: "begravelsen i Ornans var i virkeligheden begravelsen af romantikken."
Kunsthistoriker Sarah Faunce udtalte: "I Paris blev Begravelsen vurderet som et værk, der havde trængt sig ind i den store tradition for historiemaleri, som en opkomling i beskidte støvler, der bryder ind i en fest forbeholdt fornemme folk, og i forhold til denne tradition, så var det naturligvis fundet for let." Billedet manglede ligeledes den sentimentale retorik, der var forventet i genren: Courbets sørgende indtager ingen teatralske positioner for at indikere sorg, og deres ansigter er mere karikerede end ophøjede. Kritikerne beskyldte Courbet for bevidst at tilstræbe grimhed.. Men i sidste ende medførte maleriet en stigende interesse i den nye realisme, og romantikkens ekstravagante, dekadente fantasi mistede lidt af sit tag i kunstverden.
Courbet blev en berømthed og kaldt et geni, såvel som "barbar" og en "frygtelig socialist". Han bidrog aktivt til offentlighedens opfattelse af ham som en uskolet bonde, mens hans ambitioner, hans højtflyvende udtalelser til journalister, og hans insisteren på at skildre sit eget liv i sin kunst, gav ham et ry for uhæmmet forfængelighed. Courbet koblede sine ideer med kunstnerisk realisme sammen med anarkisme og socialistiske ideologier, og efter at have nået et publikum, arbejdede han for at fremme demokratiske og socialistiske ideer ved sit maleri og desuden ved at forfatte politisk motiverede essays og afhandlinger. Hans velkendte ansigt var genstand for hyppige karikatur i fransk presse.
I 1850 skrev han til en ven:
| „ | ... i vores overciviliserede samfund er det nødvendigt for mig at leve som en vild. Folket har min sympati, jeg må henvende mig direkte til dem. | “ |

I løbet af 1850'erne malede Courbet talrige andre figurative værker med almindelige folk og venner som motiver: Landsbydamer (1852), Bryderne (1853), De badende (1853), Den sovende spindekone (1853), Hvedesigterne (1854).

## Malerens atelier
I 1855 forelagde Courbet fjorten malerier til udstillingen på Exposition Universelle. Tre blev afvist på grund af manglende plads, herunder Begravelse i Ornans og hans andet monumentale lærred Malerens atelier. Courbet ville det dog anderledes. Som protest mod udstillingsarrangørerne og det generelle kunstetablissementet åbnede han selv et midlertidig galleri (som han navngav: Realismens pavillon) som nabo til den officielle. Her udstillede han på egen hånd fyrre af sine malerier, herunder det afviste Malerens atelier. Det var i første gang, en kunstner arrangerede sin egen offentlige fremvisning af sit arbejde, og i princippet lagde det grunden for en helt ny måde at lave kunstudstillinger på, hvor de mere etablerede kunstetablissementet blev udfordret af Courbets radikale handling. Men på trods af at andre kunstnere så som Eugène Delacroix var glødende tilhængere af Courbets indsats, så kom offentligheden hovedsageligt af nysgerrighed og for at håne ham. Besøgende og salg var skuffende, men Courbet havde for altid sikret sin status som helt for den franske avantgarde.
Malerens atelier blev anerkendt som et mesterværk af Delacroix, Baudelaire og Champfleury, mm. Det er en allegori af hans liv som maler, set som en heroisk opgave, i hvilken han er flankeret af venner og beundrere til højre, og udfordringer og modstand til venstre. Vennerne til højre omfatter kunstkritikeren Champfleury, Baudelaire og kunstsamleren Alfred Bruyas. Til venstre er figurere (en præst, en prostitueret, en graver, en købmand, og andre), som repræsenterer, hvad Courbet i et brev til Champfleury beskrev som "den anden verden af trivielle liv, de mennesker, elendighed, fattigdom, rigdom, de udbyttede og udbyttere, mennesker der lever af døden."

## Verdens oprindelse
I 1857 fremviste Courbet seks malerier på parisersalonen. De omfattede det skandaløse Piger ved Seinens bred, der viser to prostituerede under et træ, såvel som det første af mange jagtscener som Courbet malede flere af fra da af: Hind stangen i sneen og også Stenhuggerne. Ved at udstille sensationelle værker sammen mere folkelige jagtscener af den slags, som havde bragt succes til den engelske maler Edwin Landseer, sikrede Courbet sig "både skandale og salg". I løbet af 1860'erne, malede Courbet en række værker af tiltagende udpenslet nærmest pornografisk erotisme – som Nøgen kvinde tilbagelænet (Femme nue couchée). Det kulminerede i 1866 med Verdens oprindelse (L'Origine du monde), som utilsløret skildrer kvindelige kønsorganer – og ikke meget andet (billedet var umuligt at udstille offentligt før i 1988) samt De sovende, ligeledes fra 1866, og forestillende to nøgne sovende kvinder i hed omfavnelse. Sidstnævnte maleri blev genstand for en politirapport, da det blev udstillet af en kunsthandler i 1872.
I 1870'erne havde Courbet fået et ry som en af de førende kunstnere i Frankrig. Den 14. april 1870, grundlagde Courbet en "Føderation af Kunstnere" (Fédération des artistes) som arbejdede for fri og ucensureret udbredelse af kunst. Gruppens medlemmer indbefattede André Gill, Honoré Daumier, Jean-Baptiste Camille Corot, Eugène Pottier, Jules Dalou, og Édouard Manet.

## Courbet som politisk aktør
I 1870 blev Courbet tildelt den franske æresmedalje af kejser Napoleons III, men han nægtede at modtage den. Det gjorde ham yderst populær blandt folket i et Frankrig, hvor landet var kastet ud i kaos og politisk krise som følge af Den fransk-preussiske krig. Efter nederlaget mod preusserne gjorde befolkningen oprør mod kejseren, og Napoleon måtte flygte til England. Det franske kejserdømmet gik i opløsning, og i en kort periode blev landet styret af radikale socialister som fortsatte med at kæmpe mod preusserne som belejrede Paris, og byen blev erklæret som selvstændighed enhed: Pariserkommunen.
Courbet indtog nu for alvor en politisk rolle, og han blev valgt både som præsident i det franske kunstnerforbund og til byrådet i Pariserkommunen. Han tog initiativet til at nedrive Vendôme-søjlen, en 40 meter høj søjle med en statue af Napoléon Bonaparte på toppen – selve symbolet på imperiet i Paris. Efter Pariserkommunen var nedkæmpet i maj 1871, blev Courbet arresteret og idømt seks måneders fængsel for sin deltagelse i oprøret. Efter endt afsoning, blev han desuden idømt erstatningskrav på over 200.000 francs for sin rolle i nedrivningen af Vendôme-søjlen og for dens genrejsningen; en svimlende sum. Courbet hverken kunne eller ville betale, og i juli 1873 flygtede han til Schweiz for at undgå videre straffeforfølgelse.

## Senere liv og død
Courbet levede i politisk eksil i Schweiz i over fire år, alt mens han blev stadig mere svækket af sygdom og en tiltagende alkoholisme. Da han døde nytårsaften 1877, gik det stort set ubemærket hen i Frankrig. I 1919 blev hans kiste ført tilbage til fødebyen Ornans.
Gustave Courbet havde et enkelt barn, en søn som han i 1847 havde fået med elskerinden Virginie Binet. Hun forlod ham i 1850 og tog drengen med.

## Courbets betydning
I 1882 blev der arrangeret en stor udstilling med Gustave Courbets værker ved École des Beaux-Arts i Paris, og hans værker havde nu haft en stor indflydelse på yngre franske kunstnere som Édouard Manet og de impressionistiske malere, hvoraf mange stadig var på kunstskole, da Courbet havde sin mest betydningsfulde periode. Han er også en vigtig foregangsfigur for radikale og avantgardistiske kunstnere på grund af sin åbne kritik af det etablerede og institutionaliserede kunstliv, og på grund af sit klare politiske engagement.

## Galleri
Se også Værker af Gustave Courbet
- Selvportræt med sort hund, 1842, Petit Palais, Paris
- Manden med pibe, 1848-49
- Hængekøjen, 1844, Oskar Reinhart-samlingen Am Römerholz i Winterthur, Schweiz
- Zélie Courbet, 1847
- Portræt af Charles Baudelaire, 1848-1849
- Stenhuggerne, 1849
- Efter middag I Ornans, 1849
- Bøder fra Flagey på vej hjem fra markedet, 1850
- Portræt af H. J. van Wisselingh, 1846, Kimbell Art Museum
- Bonjour, Monsieur Courbet, 1854
- Comte de Choiseuls greyhunde Saint Louis Art Museum, Saint Louis, USA
- Nøgen kvinde tilbagelænet, 1862 (Femme nue couchée)
- Portræt af komtesse Karoly 1865
- Proudhon og hans børn, 1865
- Kvinden i bølgerne, (La Femme dans les vagues) 1868, Metropolitan Museum of Art, New York
- Kilden, 1868
- Bølgen, 1870
- Klipper ved Etretat, efter stormen, 1870
- Kilde i Jurabjergene, 1872-3, Honolulu Academy of Arts
- Malerens atelier detalje, 1855, Musée d'Orsay, Paris
- Selvportræt med sort hund (c. 1842-1844)
- De sovende, (Le Sommeil) 1866